# Clubiona moralis
Clubiona moralis är en spindelart som beskrevs av Song och Zhu 1991. Clubiona moralis ingår i släktet Clubiona och familjen säckspindlar. Inga underarter finns listade i Catalogue of Life.